# Dương Hà
Dương Hà là một xã thuộc huyện Gia Lâm, thành phố Hà Nội, Việt Nam.

## Địa lý
Xã Dương Hà nằm ở bờ bắc sông Đuống, có vị trí địa lý:
- Phía đông giáp xã Phù Đổng và xã Đình Xuyên
- Phía tây giáp quận Long Biên
- Phía nam xã Phù Đổng
- Phía bắc giáp xã Đình Xuyên và xã Yên Viên.

Xã Dương Hà có diện tích 2,70 km², dân số năm 2022 là 7.452 người, mật độ dân số đạt 2.760 người/km².

## Hành chính
Xã Dương Hà được chia thành 3 thôn: Hạ, Thượng, Trung.

## Lịch sử
Trước đây, xã Dương Hà thuộc tổng Hạ Dương, phủ Từ Sơn, tỉnh Bắc Ninh. Lúc bấy giờ, Dương Hà được chia thành 6 xã: Hạ Dương, Công Đình, Ninh Xuyên, Ninh Giang, Hiệp Phù, Phù Ninh.
Ngày 9 tháng 7 năm 1948, Ủy ban kháng chiến Hành chính Liên khu 1 ban hành Quyết định số 422/PC/2 về việc hợp nhất 3 xã: Phù Ninh, Hạ Dương, Công Tế thành xã Năng Hạ thuộc huyện Từ Sơn, tỉnh Bắc Ninh.
Tháng 7 năm 1955, Chính phủ ban hành Quyết định chia xã Năng Hạ thành 3 xã: Dương Hà, Đình Xuyên và Ninh Niệp thuộc huyện Từ Sơn, tỉnh Bắc Ninh.
Ngày 20 tháng 4 năm 1961, Quốc hội ban hành Nghị quyết về việc sáp nhập xã Dương Hà vào thành phố Hà Nội quản lý.
Ngày 31 tháng 5 năm 1961, Hội đồng Chính phủ ban hành 78-CP. Theo đó, xã Dương Hà thuộc huyện Gia Lâm, thành phố Hà Nội quản lý.